# Armerz
Armerz ist die Bezeichnung für ein Erz mit einem primär niedrigen Metallgehalt. Per Definition ist das der Gehalt unterhalb des industriellen Minimalgehalts (englisch Cutoff grade), ab dem eine Lagerstätte gerade noch bauwürdig ist. Für eine Bauwürdigkeit benötigen Armerze eine natürliche Anreicherung (z. B. Lateritisierung), große Lagerstätten, die einen Abbau im Tagebau erlauben (z. B. Porphyrische Kupferlagerstätten) oder günstige Aufbereitungsverfahren, wie die In-situ-Laugung oder bakteriologische Laugung.

## Gehalte
Einheitliche Grenzen, ab welchem Metallgehalt ein Erz als Armerz bezeichnet wird, existieren nicht und sind insbesondere abhängig vom Rohstoff. Eisenerz mit einem Fe-Gehalt von weniger als 20 % galt in den 1950er-Jahren als Armerz. Durch moderne Aufbereitungsverfahren wie die bakteriologische Laugung können ehemalige Armerze wirtschaftlich werden, so dass beispielsweise Halden des Altbergbaus wieder aufgearbeitet oder stehengelassene Vorräte gewonnen werden. Außerdem spielen Schwankungen der Weltmarktpreise eine Rolle. Teilweise werden sogar die Tailings von früherem Bergbau wieder interessant, zumeist wenn jetzt das Interesse einem anderen Rohstoff gilt. Das wohl dramatischste Beispiel war der plötzliche Bedarf an Uran aus Tailings des Radium-Bergbaus nach Entdeckung der Kernspaltung.
| Metall      | industrieller Minimalgehalt in % |
| ----------- | -------------------------------- |
| Blei        | 0,5–1,0                          |
| Uran        | 0,01–0,1                         |
| Quecksilber | 0,1–0,2                          |
| Eisen       | 20–25                            |